# St. Laurentius (Ehingen)

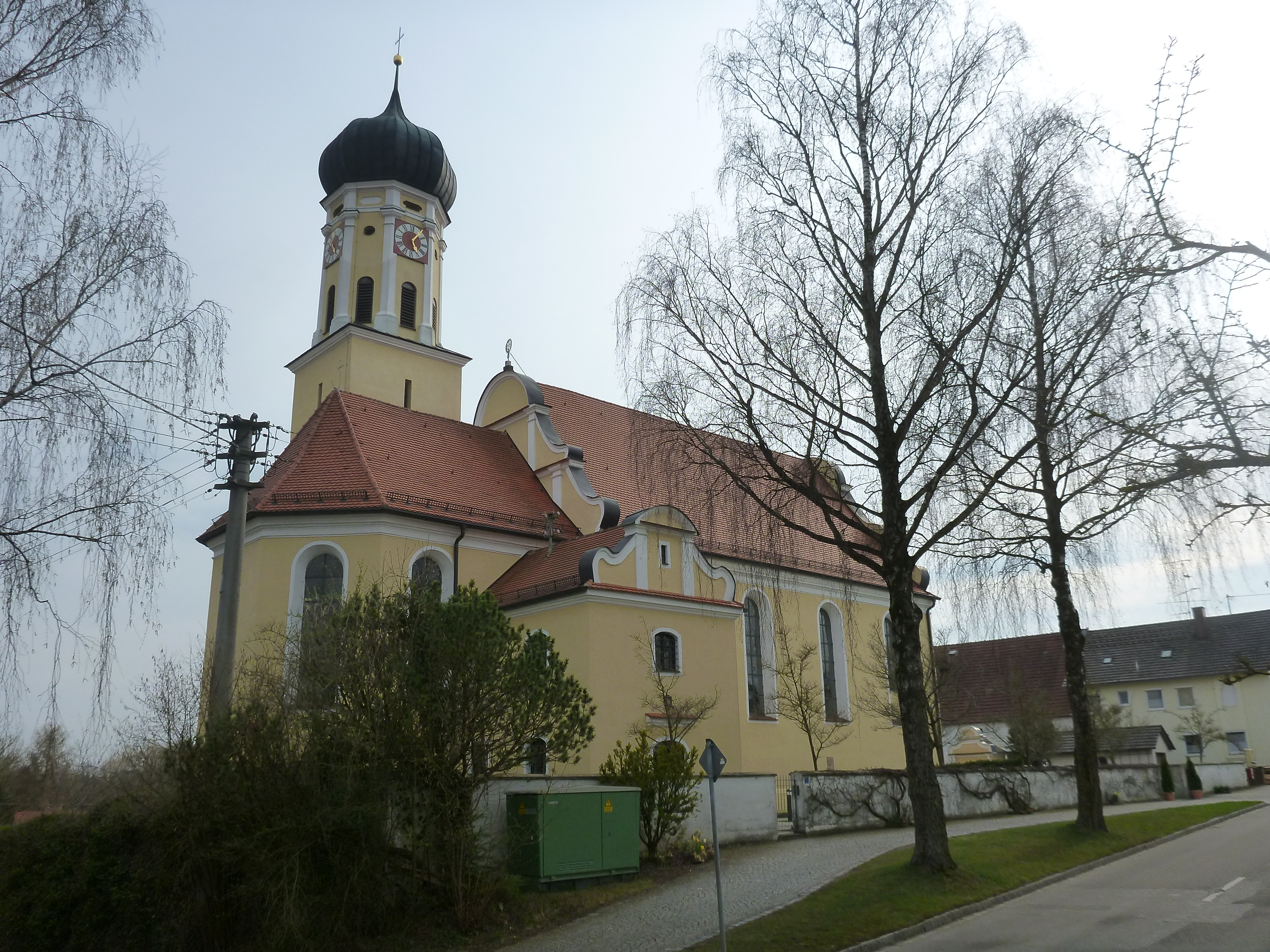
St. Laurentius in Ehingen

Die römisch-katholische Pfarrkirche St. Laurentius steht in Ehingen im schwäbischen Landkreis Augsburg in Bayern. Das Bauwerk ist in der Liste der Baudenkmäler in Ehingen (Landkreis Augsburg) als Baudenkmal unter der Nr. D-7-72-134-3 eingetragen. Die Kirchengemeinde gehört zum Dekanat Augsburg-Land des Bistums Augsburg.

## Beschreibung
Die barocke Saalkirche wurde ab 1717 anstelle eines Vorgängerbaus nach einem Entwurf von Hans Georg Radmiller errichtet. Sie besteht aus einem Langhaus, das 1928 nach Westen verlängert wurde, einem eingezogenen, dreiseitig geschlossenen Chor im Osten, einem Chorflankenturm auf quadratischem Grundriss an der Südwand und der Sakristei an der Nordwand des Chors. Der Chorflankenturm wurde mit einem achteckigen Geschoss aufgestockt, das die Turmuhr und den Glockenstuhl beherbergt, und mit einer Zwiebelhaube bedeckt. Die Fassade im Westen des Langhauses, vor dem sich ein Anbau für das Foyer befindet, ist mit einem Schweifgiebel bedeckt.
Zur Kirchenausstattung gehört ein 1737 gebauter Hochaltar, der von den Statuen des Johannes dem Täufer und des Johannes Nepomuk flankiert wird. Im Altarretabel hat Johannes Zick den Laurentius von Rom dargestellt. Die Altarretabel des Seitenaltäre wurden von Konrad Huber bemalt.